# جون غريمزلي
جون غريمزلي (بالإنجليزية: John Grimsley)‏ هو لاعب كرة قدم أمريكية شمالية ‏ أمريكي، ولد في 25 فبراير 1962 في كانتون في الولايات المتحدة، وتوفي في 6 فبراير 2008 في ميسوري سيتي في الولايات المتحدة.

## وصلات خارجية
- جون غريمزلي على موقع مرجع كرة القدم المحترفة.كوم (الإنجليزية)